# Kenipsim
Kenipsim (Hinupsum), salishansko pleme iz skupine Cowichan koji su živjeli u dolini Cowichan na jugoistoku otoka Vancouver, Kanada. populacija im je 1911. iznosila 40. Ostali nazivi za njih su: Ka-nip-sum, Kee-nip-saim, Kee-nip-sim, Khenipsim, Khenipsin, Shebepsin i slično.